# Challenger of Dallas 2013
Il Challenger of Dallas 2013 è stato un torneo di tennis facente parte della categoria ATP Challenger Tour nell'ambito dell'ATP Challenger Tour 2013. È stata la 15ª edizione del torneo che si è giocatc a Dallas negli Stati Uniti dal 4 al 10 febbraio 2013 su campi in cemento e aveva un montepremi di $100,000.

## Partecipanti singolare

### Teste di serie
| Nazionalità | Giocatore          | Ranking* | Testa di serie |
| ----------- | ------------------ | -------- | -------------- |
| Canada      | Jesse Levine       | 81       | 1              |
| Stati Uniti | Michael Russell    | 89       | 2              |
| Stati Uniti | Tim Smyczek        | 108      | 3              |
| Stati Uniti | Rajeev Ram         | 110      | 4              |
| Australia   | Matthew Ebden      | 117      | 5              |
| Stati Uniti | James Blake        | 121      | 6              |
| Canada      | Vasek Pospisil     | 131      | 7              |
| Russia      | Alex Bogomolov Jr. | 132      | 8              |

- Ranking al 28 gennaio 2013.

### Altri partecipanti
Giocatori che hanno ricevuto una wild card:
- James Blake
- Robby Ginepri
- Austin Krajicek
- Rajeev Ram

Giocatori che sono passati dalle qualificazioni:
- Jean Andersen
- Moritz Baumann
- Alex Bogdanović
- Alexander Domijan

## Partecipanti doppio

### Teste di serie
| Nazionalità | Giocatore          | Nazionalità | Giocatore         | Ranking* | Testa di serie |
| ----------- | ------------------ | ----------- | ----------------- | -------- | -------------- |
| Sudafrica   | Rik De Voest       | Brasile     | Marcelo Demoliner | 246      | 1              |
| Italia      | Stefano Ianni      | Ucraina     | Denys Molčanov    | 252      | 2              |
| Stati Uniti | Devin Britton      | Stati Uniti | Austin Krajicek   | 267      | 3              |
| Russia      | Alex Bogomolov Jr. | Stati Uniti | Steve Johnson     | 277      | 4              |

- Ranking al 28 gennaio 2013.

### Altri partecipanti
Coppie che hanno ricevuto una wild card:
- Chase Buchanan /  Daniel Nguyen
- Neil Kenner /  Andrew McCarthy
- Daniel Kosakowski /  Vahid Mirzadeh

Coppie che sono passate dalle qualificazioni:
- Sekou Bangoura /  Nicolas Meister

## Vincitori

### Singolare
Rhyne Williams ha battuto in finale  Robby Ginepri con il punteggio di 7–5, 6–3.

### Doppio
Alex Kuznetsov /  Miša Zverev hanno battuto in finale  Tennys Sandgren /  Rhyne Williams con il punteggio di 6–4, 6(4)–7, [10–5].